# Foxhound angielski
Foxhound angielski – rasa psa należąca do grupy psów gończych i posokowców, zaklasyfikowana do sekcji psów gończych. Podlega próbom pracy.

## Wygląd

### Budowa
Głowa foxhounda angielskiego powinna być pełna, ale niezbyt ciężka. Czaszka szeroka, czoło wyraźne, pysk długi i dość szeroki, nos szeroki, o rozwartych nozdrzach. Uszy osadzone raczej nisko, wiszące, przylegające do policzków. Oczy ciemne, niezbyt duże, o przyjaznym spojrzeniu. Szyja długa, bez luźnej skóry, nie krótsza niż 25 cm (licząc od czaszki do barków). Klatka piersiowa głęboka, o dobrze wysklepionych żebrach, grzbiet prosty i równy, zad silny. Ogon osadzony dość wysoko, nie może być podkręcony. Nogi silne, proste, muskularne.
Niektóre samce hodowane na wystawy i pokazy są znacznie większe, a ich masa ciała przekracza 45 kg. 

### Szata i umaszczenie
Włos jest krótki, przylegający o barwie czarnej, białej lub brązowej, występujących najczęściej w różnych kombinacjach, czasem z domieszką żółtego. Znaczenie na wystawach ma symetryczne rozmieszczenie łat i plam.

## Zachowanie i charakter
Foxhound angielski jest psem myśliwskim – posłusznym, czujnym, przyjaźnie usposobionym do ludzi, koni i innych psów. Rasa ta jest towarzyska, wesoła i aktywna. Jako pies wyłącznie towarzyszący, niemający możliwości brania udziału w polowaniach, potrzebuje ruchu.